# Filosofia delle forme simboliche
La Filosofia delle forme simboliche (in tedesco Philosophie der symbolischen Formen) è un'opera filosofica di Ernst Cassirer, pubblicata per la prima volta a Berlino tra il 1923 e il 1929. È considerata il testo principale del pensatore tedesco.

## Contenuto
Nella Filosofia delle forme simboliche, Cassirer espande la filosofia della cultura e la teoria della scienza su cui aveva precedentemente lavorato (in particolare in Sostanza e funzione, 1910) in una mescolanza di indagini sistematiche e storiche. Il lavoro si compone di tre volumi:
1. Il linguaggio (Die Sprache, 1923).
2. Il pensiero mitico (Das mythische Denken, 1925)
3. Fenomenologia della conoscenza (Phänomenologie der Erkenntnis, 1929).

## Edizione italiana
- Ernst Cassirer, Filosofia delle forme simboliche. Vol. 1: Il linguaggio, Pgreco, 2015, ISBN 9788868020774.
- Ernst Cassirer, Filosofia delle forme simboliche. Vol. 2: Il pensiero mitico, Pgreco, 2015, ISBN 9788868020774.
- Ernst Cassirer, Filosofia delle forme simboliche. Vol. 3/2: Fenomenologia della conoscenza, Pgreco, 2015, ISBN 9788868020774.
- Ernst Cassirer, Filosofia delle forme simboliche. Vol. 3/1: Fenomenologia della conoscenza. Ernst Cassirer, Pgreco, 2015, ISBN 9788868020774.